# Joe Cronin
Joseph Edward Cronin (ur. 12 października 1906, zm. 7 września 1984) – amerykański baseballista, który występował na pozycji łącznika, menadżer zespołów MLB, menadżer generalny i prezydent American League.
Przed rozpoczęciem sezonu 1925 podpisał kontrakt jako wolny agent z Pittsburgh Pirates, w którym zadebiutował 29 kwietnia 1926 w meczu przeciwko Cincinnati Reds jako pinch runner. Po zakończeniu spring training w 1928 został sprzedany do klubu z niższej ligi Kansas City Blues, w barwach którego rozegrał 74 mecze, osiągając średnią uderzeń 0,243.
W lipcu 1928 przeszedł do Washington Senators za 7,5 tysiąca dolarów. W 1932 zaliczył najwięcej triple'ów w lidze (18), zaś rok później najwięcej double'ów (45), wystąpił w zorganizowanym po raz pierwszy Meczu Gwiazd, a w głosowaniu do nagrody MVP American League zajął 2. miejsce za Jimmiem Foxxem z Philadelphia Athletics. Po zakończeniu sezonu 1932 został mianowany grającym menadżerem, po zwolnieniu Waltera Johnsona. Rok później poprowadził zespół do mistrzostwa American League, jednak w World Series Senators ulegli New York Giants 1–4. W październiku 1934 przeszedł za Lyna Lary'ego i 225 tysięcy dolarów do Boston Red Sox, gdzie dalej pełnił funkcję grającego menadżera. Po raz ostatni jako zawodnik wystąpił 19 kwietnia 1945 na Yankee Stadium. W 1946 zdobył mistrzostwo American League, ale uległ w World Series St. Louis Cardinals 3–4.
W 1947 został menadżerem generalnym Boston Red Sox zastępując Eddiego Collinsa i funkcję tę pełnił do stycznia 1959, kiedy wybrano go na stanowisko prezydenta American League, na którym pozostał do 1973, roku w którym wprowadzono w lidze zasadę wyznaczonego pałkarza. W 1956 został uhonorowany członkostwem w Baseball Hall of Fame, a w 1999 wybrano go do Major League Baseball All-Century Team.
| Nagroda/wyróżnienie                  | Lata                                     | Źródło |
| 7× All-Star                          | 1933, 1934, 1935, 1937, 1938, 1939, 1941 | [ 1 ]  |
| Baseball Hall of Fame                | od 1956                                  | [ 8 ]  |
| # 4 zastrzeżony przez Boston Red Sox | 1984                                     | [ 5 ]  |